# A (album Mazzoll & Arhythmic Perfection)
a – album yassowej grupy Mazzoll & Arhythmic Perfection z 1995 roku. Według informacji na płycie, "Wszystkie utwory nagrano według idei Arhythmic Perfection, korzystając z partytur Mazzolla, bezpośrednio na taśmę DAT, podczas koncertów, bez późniejszej ingerencji w studio".

## Spis utworów
1. "Ojczyzną naszą dobroć, dobroć, dobroć"
2. "A właściwie jego cień"
3. "Miłość nie zna granic"
4. "Kocie łapy"
5. "A, B ... normal suita (fragmenty)"
6. "Utwór pt. "Fian" (ta ohydna siła)"
7. "Kocham Was"
8. "Ropa Św. Anny (część II) – rzecz o cudownym uzdrowieniu"
9. "Jeden dźwięk - rozwój potęgi woli"
10. "Drobiazgi życiowe"
11. "Uszy niedźwiedzia (I)"
12. "Uszy niedźwiedzia (II)"
13. "Dezabnormal"
14. "Miłość nie zna granic i .."
15. "Ojczyzną naszą dobroć, dobroć, dobroć"

## Twórcy
- Mazzoll – klarnet, klarnet basowy, dyrygent
- Janusz Zdunek – trąbka
- Sławomir Janicki – kontrabas
- Jacek Majewski –  instrumenty perkusyjne
- Tomasz Gwinciński – perkusja